# 617
Năm 617 là một năm trong lịch Julius. 